# ジェルソ・フェルナンデス
ジェルソ・フェルナンデス（Gerso Fernandes、1991年2月23日 - ）は、ギニアビサウ・ビサウ出身のプロサッカー選手。仁川ユナイテッドFC所属。ポジションは、フォワード。
Kリーグ時代の登録名はジェルソ（ハングル: 제르소）。

## 経歴

### ポルトガル時代
ギニアビサウのビサウで生まれた。10代前半でポルトガルに渡り、2004年に13歳でウニオン・コインブラのユースに加入した。ジュニアユースでは、アカデミカ・コインブラと契約し、そこで成長を遂げた。育成年代の2年間は、住んでいた慈善施設の神父からプロになることの危険性を勧められ、サッカーはしていなかった。
2011年、セグンダ・リーガのエストリル・プライアに移籍し、7年ぶりにプリメイラ・リーガに復帰した初年度は20試合に出場し無失点に貢献した 。
2012年8月17日、ポルトガルのトップリーグでデビューし、アルハネンセとのアウェイ戦で30分間プレーした。
2014-15シーズン、モレイレンセに期限付き移籍をした。

### スポルティング・カンザスシティ
2017年1月4日、メジャーリーグサッカーのスポルティング・カンザスシティに3年間の指名選手契約（4年目のオプション付き）で獲得したと発表した。5月17日、チルドレンズ・マーシー・パークで行われたシアトル・サウンダーズFC戦でハットトリックを記録した 。

### 済州ユナイテッドFC
2021年2月16日、Kリーグ1の済州ユナイテッドFCに移籍した。そこでプレーした最初のシーズンで5ゴール2アシストを記録している。